# Andrzej Janeczko
Andrzej Władysław Janeczko (ur. 26 listopada 1955 w Wysokiem Mazowieckiem) – polski piosenkarz.

## Życiorys
Współtwórca studenckiego teatru "Pad", kabaretu "Ładne Kwiatki". Razem z Wiesławem Niderausem zdobył Złotą Szpilkę na Biesiadach Satyry i Humoru w Lidzbarku Warmińskim w 1978. Zdobywca II nagrody na Ogólnopolskim Przeglądzie Piosenki Autorskiej Hybrydy 79 w Warszawie.
Współzałożyciel i lider zespołu piosenki kabaretowej Trzeci Oddech Kaczuchy w Wyższej Szkole Pedagogicznej w Olsztynie. Z zespołem Trzeci Oddech Kaczuchy i Mają Piwońską oraz Zbigniewem Rojkiem zdobyli Grand Prix i Nagrodę Dziennikarzy za "publicystyczne wartości tekstów" XVIII Studenckim Festiwalu Piosenki w Krakowie w roku 1981 za piosenki "Wódz", "Kombajnista" i "Pytania syna poety". W tym samym roku z TOK zdobył I nagrodę w konkursie Interpretacji na KFPP w Opolu. Razem z Trzecim Oddechem Kaczuchy grał w Anglii, Hiszpanii, Norwegii, Kanadzie i USA.
Wydał tomik poezji "Kolegom poetom".
Jest autorem i kompozytorem piosenek TOK. Najważniejsze z nich to:
- "Pytania syna poety",
- "Nie umieraj nam inteligencjo",
- "Wódz a za wodzem wierni".
- "Te dwadzieścia kilka lat"
- "W naszej klasie"
- "O!Ojeju!"

Skończył studia pedagogiczne. Równolegle uprawia grafikę (głównie techniki wklęsłodrukowe – akwaforta i akwatinta) i malarstwo. Zrobił pracę dyplomową w zakresie grafiki na Akademii Sztuk Pięknych w Łodzi.
Przez dwa lata był dyrektorem artystycznym "Łódki", czyli Łódzkich Dialogów Kabaretowych – ogólnopolskiego przeglądu kabaretów. W latach 2007–2009 był korespondentem Radia "Pin" w Detroit. Od 2010 roku pisze cotygodniową piosenkę dla TV Superstacja.
Mieszka we wsi Ługi pomiędzy Łodzią a Warszawą, gdzie od jesieni 2011 roku sprawuje funkcję sołtysa.